# Принц і жебрак (фільм, 1985)
«Принц і жебрак» («Принц и нищий») — радянський телефільм 1985 року, знятий режисерами Ігорем Шадханом і Наталією Волковою на студії «Лентелефільм».

## Сюжет
Фільм-балет за мотивами однойменної повісті Марка Твена. За участю Ленінградської балетної групи «Хореографічна мініатюра» та оркестру Київського театру, під керівництвом диригента Є. Колобова. Художній керівник Аскольд Макаров. Балетмейстер Наталія Волкова.

## У ролях
- Ігор Бобрін — Принц, Жебрак, Ведучий
- Ольга Ченчикова — Мадонна
- Микита Долгушин — Король
- Євген Нефф — Джон Кенті
- Ольга Тестоєдова — Принцеса

## Знімальна група
- Режисери — Ігор Шадхан, Наталія Волкова
- Сценарист — Ігор Шадхан
- Оператор — Валерій Смирнов
- Композитор — Надія Симонян
- Художники — Борис Петрушанський, Генрієтта Джагізян